# مسجد پاسارگاد
مسجد پاسارگاد مسجدی است که در سال ۶۰۲ هجری شمسی و در دوران فرمانروایی اتابکان فارس و توسط اتابک سعدبن زنگی از حاکمان دادگستر فارس در اطراف مزار کوروش که در آن دوران به مسجد یا مشهد «مادر سلیمان» نبی معروف بوده‌است، ساخته شده‌است. این مسجد از قدیمی‌ترین مساجد ایران بوده‌است که بقایای آن تا پیش از جشن‌های دو هزار و پانصد ساله شاهنشاهی در سال ۱۳۵۰ باقی بود. در آن سال برخلاف منشور ونیز برای مرمت آثار باستانی، بقایای مسجد از جمله دروازه آن توسط گروه مرمت از مؤسسه ایزومئو برهبری اوجنیو گالدیری و با تأیید اداره باستانشناسی که شامل ستون‌های سنگی بود به محل دیگر برده شد.
در طرح‌هایی که ارنست هرتسفلد از محوطه مقبره کوروش تهیه کرده حدود و ثغور مسجد توسط ستون‌ها پیداست. مسجد به شیوه‌ای ساخته شده بود که مزار کوروش در میان آن قرار داشت. در داخل مزار کوروش ضلع سمت راست ورودی (دیوار جنوب غربی) نیز محرابی ایجاد گردیده که آیاتی از سوره فتح و اسمائ جلاله در آن دیده می‌شود.
اتابکان مساجد دیگری را نیز در فارس احداث کردند از جمله مسجد نو شیراز.

طرح محوطه آرامگاه کورش بزرگ اثر ارنست هرتسفلد یا دستیارش که احتمالاً در سال ۱۹۰۵ میلادی کشیده‌است. ستون‌ها و دیوارهای مسجد دیده می‌شود.

لرد جورج ناتانیل کرزن در سفرنامه خود در کتاب پرشیا و مسئله پرشیا Persia and the Persian Question جلد دوم صفحه ۷۷ ضمن تشریح کامل وضعیت دشت مرغاب و پاسارگاد به مراز کوروش اشاره کرده و می‌نویسد که این ساختمان در میان مردم به مزار یا «مسجد مادر سلیمان» مشهور است و اطراف آن تعداد زیادی از قبور مسلمانان دیده می‌شود.

## مراسم اسلامی
از آنجا که مزار را مقبره مادر سلیمان می‌دانستند، ورود به داخل مقبره از سوی مردان همچون بی بی شهربانو مرسوم نبوده‌است و بیشتر زنان داخل می‌شدند متولی آن نیز بعضاً بر عهده زنان بوده‌است. با ورود گردشگران در دوران معاصر این عقیده کنار گذاشته شد. مراسم مذهبی مسلمانان از دوران کهن در این منطقه انجام می‌شده‌است. در داخل مقبره بجز ایجاد محراب، قرآنی بوده‌است و مردم در آنجا به دعا و نماز می‌پرداختند. مراسم عید قربان و سوگواری عاشورا نیز در آن برگزار می‌گردیده‌است.
در تحقیقات جمشید صداقت کیش فارس پژوه و محقق آمده‌است: «اهالی روستای پاسارگاد به یاد دارند که همه از زن و مرد، کودک و جوان، پیر و ناتوان در روز عاشورا به دور هم جمع می‌شدند و علمدار، علم۸۰ را برمی‌داشته و جلو می‌افتاده و مردم به دنبال وی حرکت می‌کرده و حدود ساعت ۱۰ صبح عاشورا به آرامگاه می‌رسیدند. در اطراف آرامگاه به دنبال علمدار طواف می‌کردند، سینه می‌زدند، نوحه می‌خواندند و ساعت۱۲ بازمی‌گشتند.»
رابرت کرپورتر باستان‌شناس آلمانی که در سال‌های ۱۸۹۵ تا ۱۸۶۱ م. (۱۲۷۶ تا ۱۲۷۸ هجری قمری) در ایران بوده می‌نویسد:
«در درون مقبره چند ورق از یک قرآن قدیمی مانده‌است که محافظ مقبره با احترام تمام می‌بوسد»

آرمینوس وامبری که در سال ۱۸۶۲ م. (۱۲۷۹ هـ. ق) از آرامگاه دیدن کرده، می‌نویسد:
مسلمانان از داخل آن برای عبادت استفاده می‌کنند و برای این منظور همیشه چند قرآن در آن جا می‌گذارند.
ژان تونو (J. Thevenat) در سال ۱۶۶۷ (۱۰۷۸ هـ. ق) از این آرامگاه بازدید کرده و می‌نویسد: «مسلمانان شیراز و پیرامون [آن] روز عید قربان [را] در این عبادتگاه (مقبره مادرسیلمان) نماز می‌گزارند»
اندره دولیه دلاند (Andre Daulier Deslands) که همزمان با تونو در ایران بوده نیز به این موضوع اشاره کرده‌است.
فرصت شیرازی می‌نویسد که در محوطه مسجد و اطراف مقبره تعداد زیادی از مسلمانان دفن شده‌اند.

## تغییرات در دهه پنجاه شمسی
باقیمانده مسجد و ستون‌ها پیش از برپایی جشن شاهنشاهی در دهه پنجاه جمع‌آوری شد و به محل کاخ انتقال یافت. علی سامی که مسئولیت بازسازی و مرمت مزار کوروش را بر عهده داشت معتقد بود که مسجد از جهت معماری حائذ اهمیت نبوده است.
در جهان بناها و محوطه‌های فراوانی وجود دارد که در طول تاریخ مورد توجه مردمان مختلف قرار گرفته و تغییر کرده است. تصمیمی که سامی و تیم مرمت ایتالیایی گرفتند جدای از صحت ادعایشان، تصمیمی برخلاف کنوانسیون‌های بین‌المللی بود. از جمله منشور جهانی ونیز برای حفاظت از آثار تاریخی (۱۹۶۴) در مورد بناهایی که در دوران‌های تاریخ مورد توجه بوده‌اند می‌گوید: «هیچ لایه یا چهره تاریخی نباید به نفع چهره دیگر حذف شود و حفظ وحدت سبک (Unity of Style) به هیچ وجه هدف مرمت نیست.»
گرچه بنیاد پژوهشی پارسه در سال ۱۳۸۷ اعلام کرد که تصمیم دارد بقایای مسجد را که به اشتباه و برخلاف اصول باستانشناسی از جای خود خارج شده بود بازگردانده و مرمت نماید اما هیچ خبری دال بر آغار اقداماتی بدین منظور در رسانه‌ها منتشر نشد. یکی از محققان این بنیاد در این باره گفته بود: «گروه ایزمئو در پاسارگاد کارهای ارزنده‌ای انجام داده است. اما انتقال بقایای مسجد که به عنوان یک لایه تاریخی محسوب می‌شد، به محل کاخ‌ها اشتباه بزرگی بود که امروز از نظر منشور جهانی حفاظت از بناهای تاریخی این کار کاملاً غلط محسوب می‌شود… پاسارگاد را نباید محوطه‌ای هخامنشی بلکه باید آن را محوطه‌ای هخامنشی_ اسلامی دانست؛ زیرا در دوره اسلامی نیز آرامگاه کوروش از تقدس خاصی برخوردار بوده و حتی مسلمانان در داخل آرامگاه نیز محرابی زیبا در سنگ به وجود آورده‌اند.»

## در آثار جهانگردان
گیوسافات باربارو دیپلمات ونیزی در سفرنامه خود travels to tana and persia که در قرن پانزدهم نوشته شده است به این بنا اشاره داشته است.

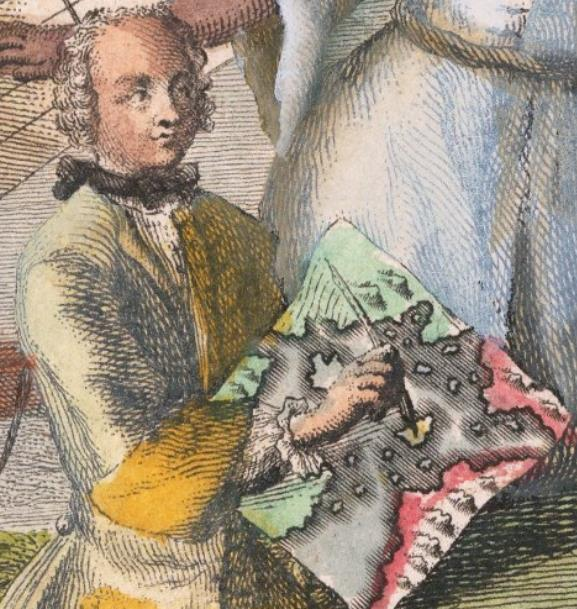

انگلبرت کمپفر جهانگرد و پزشک آلمانی که در قرن هفدهم از ایران بازدید داشته است به توصیف این مسجد می‌پردازد. ایرج افشار (ایران‌شناس معاصر) در مجله یغما خرداد ۱۳۴۱ - شماره ۱۶۷ و در ضمن بررسی کتب منتشر شده پیرامون ایران در قرن هفدهم اروپا به این کتاب اشاره دارد. ایرج افشار می‌نویسد که کمپفر در آن تاریخ از ۳ دروازه این مسجد بازدید کرده است.
جیمز بیلی فریزر جهانگرد اسکاتلندی که در قرن نوزدهم به ایران سفر کرده است در سفرنامه خود به این مسجد اشاره داشته است و وضعیت آنرا توصیف کرده است.
در کتاب «گزارش سفر دو ساله به پرشیا A journal of two years' travel in Persia, Ceylon, etc» نوشته Robert B. M. Binning زبان‌شناس انگلیسی، به این مسجد اشاره گردیده است.